# Paul Müller (Biologe)
Paul Müller (* 11. Oktober 1940 in Gersweiler; † 30. Mai 2010 in Wahlen (Losheim am See)) war ein deutscher Biologe und Biogeograph.

## Leben
Nach dem Besuch der Volksschule war Müller zwei Jahre Internatsschüler in Traben-Trarbach. An der Universität des Saarlandes studierte er Biologie, Biochemie sowie Paläontologie unter anderem bei Gustaf de Lattin. Er promovierte 1967 summa cum laude zum Dr. rer. nat. Im November 1970 habilitierte er sich mit der Schrift The Dispersal Centres of Terrestrial Vertebrates in Neotropical Realm; er erhielt die Lehrberechtigung für das Fach Biogeografie.
Im Jahr 1971 wurde er auf den neu eingerichteten Lehrstuhl für Biogeografie der Universität des Saarlandes berufen. In Saarbrücken bekleidete er von 1979 bis 1983 auch das Amt des Universitätspräsidenten. Daneben wurde er im Juli 1982 zum Präsidenten für Forschung der Westdeutschen Rektorenkonferenz gewählt. Eine Berufung in den zweiten Senat von Eberhard Diepgen als Nachfolger von Umweltsenator Horst Vetter lehnte er 1986 ab. Ab 1989 war Paul Müller Leiter des Zentrums für Umweltforschung an der Universität des Saarlandes. Zum 1. Oktober 1999 wechselte er an die Universität Trier und wurde dort Leiter der Biogeografie. Diese Position hatte er bis zum 31. März 2006 inne.
Paul Müller war engagierter Jäger, wenn auch erst spät dazu geworden. Als Vizelandesjägermeister des Saarlandes prägte er maßgeblich die jagdfachlichen Positionen des Landes- und Bundesverbandes. In dieser Funktion war er zunächst überzeugter, eher strukturkonservativer Gegner der vom Leiter der Obersten Jagdbehörde des Saarlandes Wilhelm Bode eingeleiteten Reformen des Jagdwesens im Saarland. In einer gemeinsamen Arbeitsgruppe der Landesregierung und der Vereinigung der Jäger des Saarlandes einigten sich aber beide Verhandlungsführer 1992 auf mehrere bis heute führende Reformansätze des Jagdwesens. Unter anderem vereinbarten sie einen Entwurf zur Neufassung des Jagdgesetzes, der zwar dank Müller die einmütige Zustimmung der Jägerschaft erfuhr, aber trotz seiner weitgehenden Reformansätze infolge der Kaltstellung des Leiters der Jagdbehörde von der Regierung Lafontaine im Zuge der Affäre Lafontaine nicht mehr in Kraft gesetzt wurde.
Müller war über viele Jahre Vertrauensdozent für die Stipendiaten der Konrad-Adenauer-Stiftung an der Universität Trier. Er starb überraschend in seinem Jagdrevier.
Müller war seit 1963 verheiratet. Er hatte drei Töchter und einen Sohn.

## Ehrungen
- Ordre national du Mérite, Offizier (1984)
- Bundesverdienstkreuz am Bande (23. März 1994)
- Ehrendoktor der Universität Chiang Mai (1988)
- Ehrendoktor der Yokohama National University (1989)
- Apistogramma paulmuelleri, südamerikanische Buntbarschart (2013)[3]